# Essonne
Essonne (91) es un departamento francés, perteneciente a la región Isla de Francia, en la que transcurre el río del mismo nombre. Su gentilicio en francés es essonniens.

## Geografía
El departamento de Essonne limita con los departamentos de Altos del Sena y de Valle del Marne al norte, de Sena y Marne al este, de Loiret al sur, de Eure y Loir y de Yvelines al oeste.  
El norte del departamento pertenece a la aglomeración parisina y está muy urbanizado. El sur ha conservado un carácter más rural.

## Demografía
| 1801    | 1831    | 1841    | 1851    | 1856    | 1861      | 1866      |
| ------- | ------- | ------- | ------- | ------- | --------- | --------- |
| --      | --      | --      | --      | --      | --        | --        |
| 1872    | 1876    | 1881    | 1886    | 1891    | 1896      | 1901      |
| --      | 135.911 | 140.027 | 147.685 | 151.726 | 159.498   | 164.617   |
| 1906    | 1911    | 1921    | 1926    | 1931    | 1936      | 1946      |
| 169.651 | 177.385 | 187.188 | 228.013 | 271.094 | 286.896   | 293.932   |
| 1954    | 1962    | 1968    | 1975    | 1982    | 1990      | 1999      |
| 350.987 | 478.691 | 674.134 | 923.063 | 988.000 | 1.084.824 | 1.134.238 |

Notas a la tabla:
- Las cifras anteriores a 1968 están tomadas de SPLAF y se refieren a los límites actuales del departamento. Las de 1968 y posteriores corresponden a los censos respectivos y con los límites en vigor cada momento. La población comprendida en los límites departamentales actuales era, en 1968, de 673.325 habitantes.
- El 29 de noviembre de 1969 las comunas de Châteaufort y Toussus-le-Noble (en total 996 hab. en 1968) pasaron de Essonne a Yvelines.
- El 1 de noviembre de 1968 la comuna de Dommerville, perteneciente a Eure y Loir, fue anexionada por Angerville (Essonne). Domerville tenía 187 hab. en 1968.

Las principales ciudades del departamento son (datos del censo de 2019):
- Évry-Courcouronnes: 66.851 habitantes.
- Corbeil-Essonnes: 51.234 habitantes.
- Massy: 50.644 habitantes.
- Savigny-sur-Orge: 36.577 habitantes.
- Sainte-Geneviève-des-Bois: 35.830 habitantes.
- Palaiseau: 35.236 habitantes.
- Athis-Mons: 35.670 habitantes.
- Vigneux-sur-Seine: 31.394 habitantes.
- Viry-Châtillon: 30.865 habitantes.
- Ris-Orangis: 29.745 habitantes.
- Yerres: 29.318 habitantes.
- Draveil: 28.602 habitantes.
- Grigny: 28.201 habitantes.
- Brétigny-sur-Orge: 27.412 habitantes.
- Brunoy: 25.330 habitantes.